# 帕丁比特尔
帕丁比特尔（德語：Padingbüttel，發音：[ˈpaːdɪŋˌbʏtl̩]）是德国下萨克森州库克斯港县曾经的一个市镇，面积9.42平方千米，2024年12月31日人口为470人。2015年1月1日，帕丁比特尔与另外7个市镇合并为新市镇武斯特诺德塞屈斯特。